# Кюкей (озеро)
Кюкей (Кююкэй)— пресноводное озеро на Центральноякутской равнине в долине среднего течения Вилюя, выше впадения в Вилюй реки Ботомою. С юга примыкает к селу Кюкей на территории Сунтарского улуса Якутии, Россия.
Озеро Кюкей имеет лопастную форму, береговая линия сильно изрезана протоками, заливами и полуостровами. Три не особо крупных острова у южного берега. Высота над уровнем моря на отметке 136 м. Площадь составляет 11 км², площадь водосборного бассейна — 65,2 км². Длина озера около 4,7 км, ширина достигает 4,1 км в центральной части. Значительных притоков не имеет. Помимо села Кюкей на северном берегу, на южном берегу озера находится село Тумул.. Между озером и руслом реки Вилюй проходит федеральная автомобильная дорога  «Вилюй» А331.
Берега низменные, местами заболоченные, покрытые лесотундрой (ели, березы, сосны) со следами пожара и луговой растительностью.
В 2018 году создана новая особо охраняемая природная территория местного значения – уникальное озеро «Күүкэй күөлэ», с целью охраны среды обитания водно-болотных птиц региона и 25 видов птиц, включенных в Красную книгу Якутии, из которых 12 видов занесены в Красную книгу Российской Федерации..
Код водного объекта в государственном водном реестре — 18030800311117400001133.